# Pierre d’Aubusson
Pierre d’Aubosson (Le Monteil-au-Vicomte, 1423. – Rodosz, 1503. július 3.) francia arisztokrata, a Jeruzsálemi Szent János Ispotályos Lovagrend nagymestere, bíboros volt. 1480-ban ő irányította Rodoszon a török ostromot visszaverő csapatokat.

## Pályafutása
Pierre d’Aubusson francia nemesi családban született, amely a 10. század óta uralta Poitou-tól keletre fekvő birtokait, amelyek központja Guéret volt. Lovagi nevelésben részesült, majd Luxemburgi Zsigmond udvarába került apródnak. 1444-ben a későbbi XI. Lajos francia király seregében harcolt a svájciak ellen. Tüzérségi, mérnöki ismereteket szerzett.
A johannita rendhez 1453-ban csatlakozott Rodoszon. Diplomáciai megbízásokat kapott, ő képviselte Jean de Lastic nagymestert Európában, amikor a johanniták megpróbáltak pénzügyi támogatáshoz jutni a várható török támadás miatt. 1457-ben Kosz szigetén, 1459-ben Cipruson harcolt. Giovanni Battista Orsini Rodosz vezénylő kapitányának nevezte ki, ő felügyelte és irányította a rodoszi erődítmények építését és felújítását, nevéhez fűződik az 1480-as ostrom visszaverésében óriási szerepet hátszó Szent Miklós-torony megépítése is. Megkapta az auvergne-i nyelv  (a lovagrendben nyelveknek hívták az azonos területről, nyelvterületről származó lovagok csoportjait) perjeli posztját. 1470-ben Negroponténál harcolt a törökök ellen. 1476-ban a rend nagymesterének választották, és ő irányította az 1480-as oszmán ostrom visszaverését. Az ostromban ötször sebesült meg. Bátyja, Antoine szintén részt vett a csatában.
II. Mehmed oszmán szultán halála után Dzsem török herceg Rodoszra menekült a trónt elfoglaló bátyja, II. Bajazid oszmán szultán elől. D’Aubusson menlevelet ígért a hercegnek, de megszegte a szavát, mert Bajazidtól pénzt kapott, hogy fogva tartsa öccsét. A hercegre d'Aubusson unokatestvére, a későbbi nagymester Guy de Blanchefort vigyázott. Hat év múlva a nagymester átadta Dzsemet a pápának, aki rendkívül értékes politikai fegyvert látott a hercegben. Cserébe VIII. Ince pápa bíborossá nevezte ki d’Aubussont 1489-ben, ő volt az egyetlen nagymester, aki ezt a címet megkapta. D’Aubusson megreformálta a rendet. Rodoszról viszont valamennyi felnőtt zsidót elkergette, gyerekeiket pedig erőszakkal megkereszteltette.